# Islanda ai XXI Giochi olimpici invernali
L'Islanda ha partecipato ai XXI Giochi olimpici invernali, che si sono svolti dal 12 al 28 febbraio 2010 a Vancouver, in Canada, con una delegazione di 4 atleti, che hanno gareggiato solamente nello sci alpino.

## Sci alpino
| Gara    | Atleta                   | 1° manche  | 2° manche  | Tempo totale | Posizione  |
| ------- | ------------------------ | ---------- | ---------- | ------------ | ---------- |
| Slalom  | Björgvin Björgvinsson    | non finito |            |              |            |
| Slalom  | Stefan Jon Sigurgeirsson | non finito |            |              |            |
| Gigante | Björgvin Björgvinsson    | 1'21"44    | 1'25"27    | 2'46"71      | 43         |
| Super-g | Stefan Jon Sigurgeirsson | 1'39"12    | 1'39"12    | 1'39"12      | 45         |
| Super-g | Arni Thorvaldsson        | non finito | non finito | non finito   | non finito |

| Gara    | Atleta            | 1° manche  | 2° manche  | Tempo totale | Posizione  |
| ------- | ----------------- | ---------- | ---------- | ------------ | ---------- |
| Slalom  | Arni Thorvaldsson | non finito |            |              |            |
| Super-g | Arni Thorvaldsson | non finito | non finito | non finito   | non finito |